# 10 Nahi 40
10 Nahi 40 er en indisk film fra 2022 af J.S. Randhawa.

## Medvirkende
- Birbal som Birbal
- Manmauji som Manmauji
- J.S. Randhawa som Sumit
- Ramesh Goyal
- Rajendra Bhatia
- Sonal Mudgal
- Manoj Bakshi
- Sinha Mridul Gupta